# Vincenzo Riccati
Vincenzo Riccati   (Castelfranco Veneto, 11 de gener de 1707 - Treviso, 17 de gener de 1775) fou un matemàtic i jesuïta italià del segle xviii, conegut pels seus treballs en funcions hiperbòliques.

## Biografia
Vincenzo Riccati era el quart fill de Jacopo Riccati, noble venecià aficionat a les matemàtiques. A partir dels deu anys va estudiar al col·legi jesuïta de San Francesco Saverio a Bolonya. L'any 1726 ingressa com a novici al centre jesuïta de Piacenza i el 1729 és assignat al col·legi de Pàdua.
A partir de 1739 va ser professor de matemàtiques del col·legi jesuïta de Santa Lucia a Bolonya. El 1741 va pronunciar els vots i va ingressar a la Companyia de Jesús.
El 1773, en ser dissolta l'orde, se'n va anar a viure a Treviso amb els seus germans Giordano i Montino. Morirà dos anys més tard i serà enterrat al panteó familiar de la catedral de Treviso.

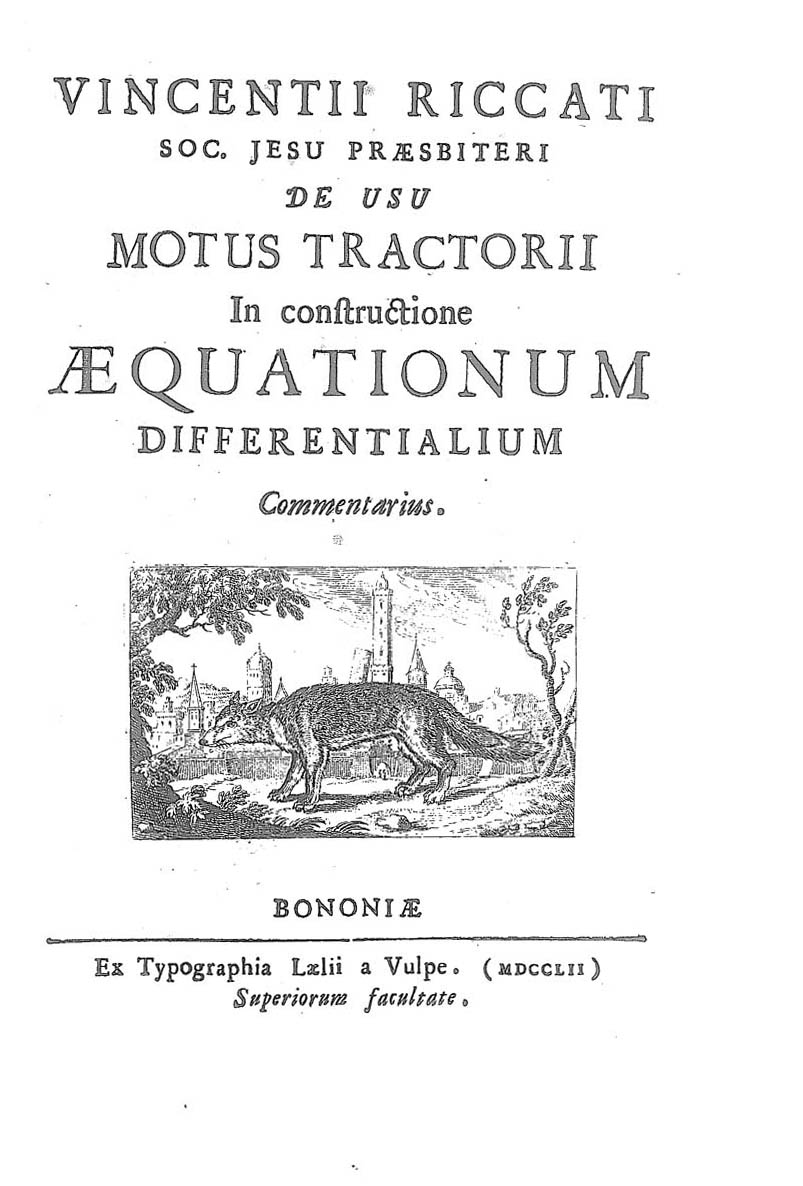
De usu motus tractorii in constructione aequationum differentialium, 1752

## Obra
L'àmbit principal de recerca de Vincenzo Riccati va ser l'anàlisi matemàtica. En aquest àmbit cal ressenyar el seu tractat De usu motus tractorii in constructione Aequationum Differentialium Commentarius publicat a Bolonya el 1752 on estudia el tractament analític dels problemes mecànics.
També és important en aquest tema el tractat en tres volums Institutiones analyticae (1765-1767) escrit en col·laboració amb el seu deixeble Girolamo Saladini, en el qual s'utilitza per primera vegada l'expressió línies trigonomètriques per a referir-se a les funcions circulars.
Riccati va ser també un hàbil enginyer hidràulic que va dur a terme projectes de control dels desbordaments fluvials a les regions properes a Venècia i Bolonya.